# Carl-Hans von Hardenberg
Carl-Hans comte von Hardenberg (né le 22 octobre 1891 à Glogau, mort le 24 octobre 1958 à Francfort-sur-le-Main) est un homme politique allemand.

## Histoire
Carl-Hans von Hardenberg (de) vient d'une famille noble originaire de Basse-Saxe. Il épouse en 1914 Renate von der Schulenburg. Après sa carrière militaire, il s'installe à Neuhardenberg. En plus de ses activités agricoles, il s'engage en politique. En 1933, il refuse de rejoindre le parti nazi et démissionne de ses mandats politiques.
Il est arrêté pour complicité dans le complot du 20 juillet 1944 et envoyé au camp d'Oranienburg-Sachsenhausen. Après la fin de la Seconde Guerre mondiale, il revient à Neuhardenberg mais est dépossédé de ses biens par les autorités communistes. Il s'établit alors en Allemagne de l'Ouest à Kronberg im Taunus.
La vie du comte est l'objet du film documentaire Der Junker und der Kommunist d'Ilona Ziok.